# Raimund Apfelbach
Raimund Apfelbach (* 5. März 1943 in Stuttgart) ist ein deutscher Biologe und ehemaliger Professor für Neurobiologie an der Universität Tübingen. Er erforscht das Geruchssystem in allen wichtigen Aspekten: olfaktorische Mustererkennung, Lernen, Sekrete & Pheromone sowie die neuronale Kodierung olfaktorischer Reize.

## Leben
Raimund Apfelbach studierte von 1963 bis 1968 Biologie in Gießen und Freiburg. An der Universität München wurde er unter Anleitung von Konrad Lorenz mit der Dissertation Vergleichende quantitative Untersuchungen des Fortpflanzungsverhaltens brutpflegemono- und -dimorpher Tilapien (Pisces, Cichlidae) zum Doktor promoviert. 1966–1969 war Apfelbach Stipendiat der Max-Planck-Gesellschaft, 1969–1970 Postdoctoral Fellow und Lecturer an der Yale University. 1970–1971 war er Visiting Assistant Professor der University of California, Berkeley, 1971–1972 Research Associate an der Yale University. 1972–1973 arbeitete er mit einem Habilitationsstipendium der DFG an der Universität Regensburg. 1973 wurde er Assistent am Lehrstuhl Zoophysiologie (später Tierphysiologie) der Universität Tübingen, wo er sich 1974 habilitierte und 1980 zum Professor für Neurobiologie berufen wurde.
1988 wurde die Arbeitsgruppe Apfelbach vom Bundesamt für den Zivildienst als Beschäftigungsstelle für den Bereich Umwelt- und Naturschutz anerkannt.
In den Jahren 2002–2004 gehörte Apfelbach zur Forschergruppe „Theory of Information Transfer and Combinatorics“ am Zentrum für interdisziplinäre Forschung (ZiF) der Universität Bielefeld.
2003–2004 arbeitete er als Gastprofessor an der Universität Sydney in Australien.

## Wissenschaftliches Werk
Apfelbach hat über fast alle Aspekte des Geruchssystems gearbeitet. Von ihm stammen ca. 200 wissenschaftliche Publikationen: Er hat über 100 Tagungsbeiträge geleistet, 70 referierte Artikel veröffentlicht, 40 Filme zur Encyclopaedia Cinematographica Göttingen (Institut für den Wissenschaftlichen Film) beigetragen und zusätzlich viele Begleitveröffentlichungen zu Filmen über Verhaltensforschung geschrieben.
Ein Schwerpunkt von Apfelbachs Arbeit sind die neuronalen Grundlagen von olfaktorisch bestimmtem Verhalten. So fanden er und seine Mitarbeiter, dass während der Entwicklung gegebene Düfte zu einer Prägung führen. Während der Duftgabe geschieht eine Neuvernetzung im Bulbus olfactorius (es wurde u. a. eine Spine-Zunahme gefunden). Adulte Tiere zeigen je nach früherer Geruchserfahrung Verhaltensunterschiede, z. B. im Lernverhalten, oder auch im Fressverhalten. Interessant ist u. a., dass Tiere, welche während ihrer Entwicklung nur einen bestimmten Duft kennengelernt haben, später Nahrung ohne diesen Duft ablehnen.

### Kooperationen
- DAAD-Kooperation im Rahmen des Leonhard-Euler-Programmes mit der Staatlichen Universität Moskau (MGU) und der Russischen Akademie der Wissenschaften, Moskau (Dr. N. Vasilieva)

- University of Sydney, Dept. of Psychology, Australien (Prof. Iain McGregor)

- Indiana University Bloomington, Dept. of Chemistry, Institute for Pheromone Research, USA (Prof. Milos Novotny)

- Studentenaustausch mit der American University, Washington, DC / USA (Prof. Burton Slotnick)

### Tagungen
Apfelbach hat viele nationale und internationale Tagungen organisiert. Hervorzuheben ist die 27th International Ethological Conference.

## Forschungsaufenthalte
Er reiste siebenmal nach Ostafrika (u. a. zum Serengeti Research Institute), zur Elfenbeinküste, nach Gabun und Simbabwe sowie nach Sibirien.

## Mitgliedschaften
- Ethologische Gesellschaft e.V. (EthoGes); hier lange im Vorstand
- Association for Chemoreception Sciences (AChemS)[2]
- Deutsche Gesellschaft für Säugetierkunde (DGS)
- Deutsche Zoologische Gesellschaft (DZG)
- European Chemoreception Research Organization (ECRO)[3]
- Gesellschaft Deutscher Naturforscher und Ärzte
- International Society for Neuroethology[4]
- Neurowissenschaftliche Gesellschaft
- International Behavioral Neuroscience Society[5]

## Publikationen
- Raimund Apfelbach, Jürgen Döhl: Verhaltensforschung. 3. Auflage. Fischer 1980, ISBN 3-437-20236-7.
- Raimund Apfelbach, Rüdiger Dmoch, Thomas Kappe: Lebendige Wildnis. Tiere der Taiga. Wölfe, Steinadler, Luchse, Wildkatzen, Elche, Hermeline, Ameisen, Nachtfalter. Umschau-Verlag, Frankfurt am Main. 1994, ISBN 3-87070-488-8.
- Raimund Apfelbach (Mitherausgeber): Chemical Signals in Vertebrates VII: Proceedings of the Chemical Signals in Vertebrates Symposium VII, Held at Tubingen, Germany on 17-22 July 1994. Pergamon-Verlag 1995, ISBN 0-08-042494-5.
- Raimund Apfelbach, M. Fendt, S. Krämer, B. M. Siemers (Hrsg.): Advances in Ethology. Band 36, Blackwell: Berlin, Wien 2001.